# Zmeu (okręg Jassy)
Zmeu – wieś w Rumunii, w okręgu Jassy, w gminie Lungani. W 2011 roku liczyła 1868 mieszkańców.